# 達拉斯鎮區 (密蘇里州哈里森縣)
達拉斯鎮區（英語：Dallas Township）是位於美國密蘇里州哈里森縣的一個行政鎮區。

## 地方資料
達拉斯鎮區的面積為93.84平方千米，當中陸地面積為93.31平方千米，而水域面積為0.53平方千米。根據2020年美國人口普查的數據，當地共有人口224人，而人口密度為每平方千米2.39人。